# Usharia mata
Usharia mata är en insektsart som beskrevs av Irena Dworakowska 1977. Usharia mata ingår i släktet Usharia och familjen dvärgstritar. Inga underarter finns listade i Catalogue of Life.